# Коновалов, Фёдор Евгеньевич
Фёдор Евгеньевич Коновалов (1888—1970) — русский военный лётчик, герой Первой мировой войны, полковник, участник Белого движения.

## Биография
Из потомственных дворян Екатеринославской губернии. Сын капитана.
Окончил Тифлисский кадетский корпус (1905) и Николаевское инженерное училище (1908), откуда был выпущен подпоручиком в 7-й понтонный батальон. 6 июля 1908 года переведен в 1-й Кавказский саперный батальон.
В 1910 году окончил Теоретические авиационные курсы при Санкт-Петербургском политехническом институте и Офицерский класс Учебного воздухоплавательного парка. Произведен в поручики 1 октября 1910 года. 5 ноября 1910 года переведен в Сибирский воздухоплавательный батальон. В 1912 году окончил Офицерскую школу авиации в Севастополе и получил звание «военный лётчик». 30 марта 1914 года переведен во Владивостокскую крепостную воздухоплавательную роту.
С началом Первой мировой войны был прикомандирован к авиационному отряду Гвардейского корпуса. 1 октября 1914 года произведен в штабс-капитаны «за выслугу лет». Удостоен ордена Св. Георгия 4-й степени
За то, что 5-го октября 1914 года, по собственному почину, в дождливую погоду и сильный ветер, сам, без наблюдателя, произвел две разведки под сильным ружейным и шрапнельным огнем противника в районе г. Радома, обнаружил передвижение крупных частей в тылу и выяснил точное расположение частей противника на позиции; донесение о разведке своевременно представил, чем и способствовал общему успеху боя.
18 августа 1915 года назначен начальником 21-го корпусного авиационного отряда, а 23 декабря того же года произведен в капитаны «за отличия в делах против неприятеля». Пожалован Георгиевским оружием
За то, что, будучи в чине капитана и состоя начальником 21-го корпусного авиационного отряда, 5-го марта 1916 года, несмотря на то, что погода совершенно не допускала полетов на боевой высоте, получив приказание лететь во что бы то ни стало, хотя бы для морального воздействия на противника и ободрения своих войск, идущих в атаку, на высоте 500 метров под пулеметным и артиллерийским огнем, проник в глубину неприятельского расположения, произвел разведку и донес, что подтягивание резервов к передовой немецкой линии не производится, чем содействовал нашему успеху.
11 сентября 1916 года назначен командующим 10-м авиационным дивизионом, а 17 ноября того же года произведен в подполковники с утверждением должности. В 1917 году был награждён Георгиевским крестом 4-й степени с лавровой веткой
За то, что в период с 24 июня по 18 июля 1917 года под сильным и действительным артиллерийским огнем противника, несмотря на пробоины в самолете, с явной опасностью для жизни, совершил успешно ряд воздушных разведок, произведя фотографические снимки, и доставил важные сведения о неприятеле. Кроме того, 19 июля 1917 года, вылетев с эскадрильей на бомбометание на ст. Войгяны, несмотря на сильный обстрел неприятельской артиллерии, с явной опасностью для жизни дойдя до станции, сбросил удачно семь бомб на железнодорожные пути; будучи же после этого встречен немецким истребителем, вступил с ним в бой и заставил спикировать в лес. По возвращении в самолете было обнаружено три пробоины.
4 сентября 1917 года произведен в полковники, а 10 сентября назначен инспектором авиации Кавказской армии. В марте 1918 года был избран в состав Думы Георгиевского оружия при Кавказской армии.
В Гражданскую войну участвовал в Белом движении на Юге России, в Донской армии и ВСЮР — в составе 3-го авиационного дивизиона. С 20 января 1919 года назначен командующим 1-м авиационным отрядом ВСЮР, а 25 февраля утвержден в должности. Затем был командиром 2-го авиационного дивизиона, в Русской армии — заместителем начальника авиации.
Весной 1920 г. эвакуирован в Константинополь, откуда через Египет эмигрировал в Эфиопию. Во время итало-эфиопской войны 1935–36 гг. служил советником эфиопских военачальников и императора Хайле Селассие I. Единственный из иностранных советников оставался с императором до конца войны. Воспоминания Коновалова о сражении при Май-Чоу (1936) считаются историками наиболее информативными мемуарами о решающей битве итало-эфиопской войны, написанными наблюдателем с эфиопской стороны.
Итальянская версия мемуаров Коновалова: «С армиями Негуса: белый среди чернокожих» (под ред. Стефано Мичиче, Болонья: Заничелли, 1938). Во время гражданской войны в Испании поступил добровольцем в армию генерала Франко, получив чин полковника. После Второй мировой войны переехал в ЮАС, где занимался археологическими раскопками.
Умер в 1970 году в Дурбане, где и был похоронен.

## Награды
- Орден Святого Станислава 3-й ст. (ВП 25.12.1911)
- Орден Святой Анны 3-й ст. (ВП 14.02.1913)
- Орден Святого Владимира 4-й ст. с мечами и бантом (ВП 06.11.1914)
- Орден Святого Станислава 2-й ст. с мечами (ВП 28.01.1915)
- Орден Святой Анны 2-й ст. с мечами (ВП 04.03.1915)
- Орден Святого Георгия 4-й ст. (ВП 14.06.1915)
- мечи и бант к ордену Св. Станислава 3-й ст. (ВП 27.09.1915)
- Орден Святой Анны 4-й ст. с надписью «за храбрость» (ВП 15.12.1916)
- мечи и бант к ордену Св. Анны 3-й ст. (ВП 07.02.1917)
- Георгиевское оружие (ПАФ 04.03.1917)
- Георгиевский крест 4-й ст. с лавровой веткой № 856832 (Приказ по 10-й армии № 941 от 07.08.1917)